# Blauwe ekster
De blauwe ekster (Cyanopica cooki; synoniem: Cyanopica cyanus) is een zangvogel uit de familie van de kraaiachtigen (Corvidae). De vogel werd in 1850 door de Franse vogelkundige Charles Lucien Bonaparte beschreven en genoemd naar de Engelse schrijver en natuuronderzoeker Samuel Edward Cook. Eerder werd deze soort beschouwd als een ondersoort van de Aziatische blauwe ekster. (C. cyanus).

## Kenmerken
De vogel is 34 tot 36 cm lang en weegt 65 tot 76 g.  Qua uiterlijk en gedrag lijkt de blauwe ekster op de gewone ekster die echter groter is (40 tot 51 cm lang). De Iberische blauwe ekster is ook kleiner dan de Aziatische blauwe ekster die 36 tot 38 cm lang is en tussen de 76 en 118 g weegt. Verder heeft de Iberische blauwe ekster een kortere snavel, ontbreken op de staart witte stippels, is het blauw op de vleugels en de staart iets helderder. Mannetje en vrouwtje hebben geen verschillende uiterlijke kenmerken.

## Verspreiding en leefgebied
Deze soort is endemisch op het Iberisch Schiereiland (Spanje en Portugal).
Het leefgebied is laagland tot hoogstens 700 m boven de zeespiegel. De vogel heeft een voorkeur voor steeneikenbos Quercus ilex gemengd met naaldbomen en olijfgaarden met een ondergroei van gras. Eucalyptusplantages die in Spanje en Portugal veel zijn ingevoerd, worden vaak gebruikt als gemeenschappelijke slaapplaats.

## Taxonomie
Tot in de 21ste eeuw werd deze soort en de Aziatische blauwe ekster beschouwd als één soort. Soms werd zelfs verondersteld dat de blauwe ekster in de 16e eeuw of 17e eeuw vanuit Azië zou zijn overgebracht. Maar door ornithologen is deze veronderstelling altijd betwijfeld.  De blauwe ekster is nu een aparte soort.

## Status
De blauwe ekster heeft een ruim verspreidingsgebied binnen het Iberisch Schiereiland en daardoor is de kans op de status  kwetsbaar (voor uitsterven) gering. De grootte van de populatie  wordt geschat op 260.000 tot 460.000 broedparen, mogelijk breidt de populatie zich uit. Daarom staat de blauwe ekster als niet bedreigd op de Rode Lijst.